# 903 (numero)
Novecentotré (903) è il numero naturale dopo il 902 e prima del 904.

## Proprietà matematiche
- È un numero dispari.
- È un numero composto con 8 divisori: 1, 3, 7, 21, 43, 129, 301, 903. Poiché la somma dei suoi divisori (escluso il numero stesso) è 505 < 903, è un numero difettivo.
- È un numero sfenico.
- È un numero triangolare.
- È un numero nontotiente in quanto dispari e diverso da 1.
- È un numero palindromo nel sistema numerico binario.
- È un numero malvagio.
- È un numero fortunato.
- È un numero intero privo di quadrati.
- È un numero congruente.
- È parte delle terne pitagoriche  (704, 903, 1145), (860, 903, 1247), (903, 1204, 1505), (903, 2700, 2847), (903, 3096, 3225), (903, 6440, 6503), (903, 8296, 8345), (903, 9460, 9503), (903, 19404, 19425), (903, 45296, 45305), (903, 58240, 58247), (903, 135900, 125903), (903, 407704, 407705).

## Astronomia
- 903 Nealley è un asteroide della fascia principale del sistema solare.
- NGC 903 è un galassia della costellazione dell'Ariete.

## Astronautica
- Cosmos 903 è un satellite artificiale russo.